# Puccinia sessilis

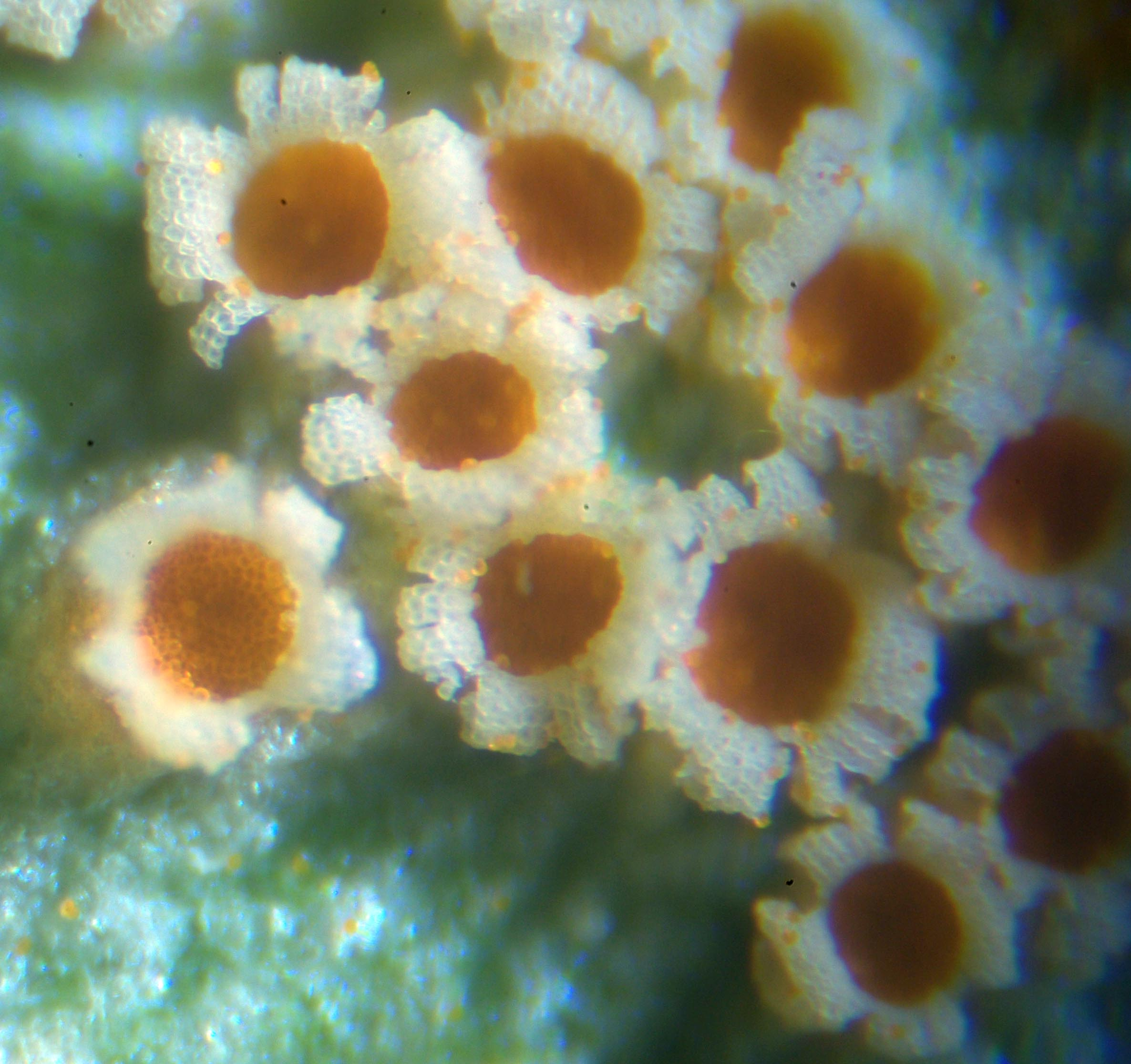
Ecja w powiększeniu

Puccinia sessilis J. Schröt. – gatunek grzybów z rodziny rdzowatych (Pucciniaceae). Grzyb mikroskopijny pasożytujący na wielu gatunkach roślin. Wywołuje na nich chorobę zwaną rdzą.

## Systematyka i nazewnictwo
Pozycja w klasyfikacji według Index Fungorum: Puccinia, Pucciniaceae, Pucciniales, Incertae sedis, Pucciniomycetes, Pucciniomycotina, Basidiomycota, Fungi.
Po raz pierwszy zdiagnozował ją w 1869 r. Joseph Schröter w Nowym Jorku na liściu Iris versicolor.
Synonimy:

- Aecidium allii Grev. 1824
- Aecidium ari Desm. 1823
- Aecidium ari Berk. 1836
- Aecidium convallariae Schumach. 1803
- Aecidium orchidearum Desm. 1823
- Dicaeoma phalaridis (Plowr.) Kuntze 1898
- Pleomeris sessilis Syd. 1921
- Puccinia allii-phalaridis Kleb. 1899
- Puccinia ari-phalaridis Kleb. 1899
- Puccinia digraphidis Soppitt 1890
- Puccinia festucina Syd. & P. Syd. 1912
- Puccinia linearis Roberge 1855
- Puccinia orchidearum-phalaridis Kleb. 1897
- Puccinia paradis Plowr. 1892
- Puccinia phalaridis Plowr. 1888
- Puccinia sessilis W.G. Schneid. 1871
- Puccinia winteriana Magnus 1894
- Trichobasis ari (Desm.) Lév. 1849

## Morfologia i cykl życiowy
Jest pasożytem dwudomowym, tzn. że jego cykl życiowy odbywa się na dwóch gatunkach żywicieli. Jest rdzą pełnocyklową, wytwarzającą spermogonia ecja, uredinia i telia.
Strzępki rozwijają się między komórkami żywiciela, do wnętrza komórek wpuszczając ssawki pobierające substancje pokarmowe. Na dolnej stronie porażonych liści tworzą się miseczkowate ecja o białej ścianie, z żółtą masą ecjospor w środku. Pomiędzy ecjami występują pomarańczowe spermogonia. Uredinia żółtawo brązowe, wypełnione masą jednokomórkowych urediniospor zposiadających około 7 por rostkowych. Telia małe, poduszkowate, czarne. Teliospory w kształcie kija, dwukomórkowe, o rozmiarach 12–22 × 30–60 μm.

## Występowanie
Puccinia sessilis jest szeroko rozprzestrzeniona w Ameryce Północnej (USA i Kanada) i Europie. Opisano także jej występowanie w Azji (Rosja, Chiny, Japonia) i na Nowej Zelandii.
Opisano występowanie ecjów i sporogoniów na gatunkach roślin zaliczanych do rodzin amarylkowate (Amaryllidaceae), obrazkowate (Araceae), szparagowate (Asparagaceae), miodokwiatowate (Melianthaceae) i storczykowate (Orchidaceae): Allium angulosum, A. ampeloprasum, A. ascalonicum, A. cepa, A. fistulosum, A. schoenoprasum, A. scorodoprasum, A. ursinum; Anacamptis coriophora, A. morio, A. palustris; Arum creticum, A. italicum & subsp. neglectum, A. maculatum, A. orientale subsp. danicum; Convallaria majalis; Dactylorhiza fuchsii, D. incarnata, D. maculata, D. majalis, D. praetermissa, Galanthus nivalis; Gymnadenia conopsea; Leopodia comosa, L. tenuiflora; Leucojum aestivum, L. vernum; Maianthemum bifolium; Muscari racemosum; Narcissus tazetta; Neotinea ustulata; Neottia ovata; Ophrys apifera, O. sphegodes; Orchis mascula, O. sambucina, O. traunsteineri, O. militaris, O. purpurea; Paris quadrifolia; Platanthera bifolia, P. chlorantha; Polygonatum hirtum, P. multiflorum, P. odoratum, P. verticillatum. Uredinia i telia występują na roślinach z rodziny wiechlinowatych (Poaceae): Drymochloa sylvatica, Festuca ovina, Phalaris canariensis, Phalaroides arundinacea.